# Volksunie
De Volksunie (VU) was een Vlaams-nationalistische politieke partij, opgericht in 1954 en opgeheven in 2001.

## Geschiedenis

### Historische voorgangers
De Vlaamse bewustwording, die eind 19e eeuw en vooral sinds de Eerste Wereldoorlog was gegroeid, liep in de jaren 40 van de 20e eeuw tegenstand op door de collaboratie van vooraanstaande flaminganten als Staf de Clercq (VNV) met de Duitse bezetting van België in de Tweede Wereldoorlog.
Na de oorlog deed de anti-repressie-beweging, de Vlaamse Concentratie (VC), waar ook Hector de Bruyne in militeerde, een vergeefse poging het Vlaams-nationalisme nieuw en eerbaar vuur in te blazen. Bij de verkiezingen in het voorjaar van 1954 werd nogmaals een coalitielijst van nationalisten gevormd onder de naam Christelijke Vlaamse Volksunie (CVV). Amper één verkozene, Herman Wagemans in Antwerpen, was het magere resultaat.

### Oprichting
De Volksunie werd opgericht op 15 december 1954 onder impuls van Frans Van der Elst, Walter Couvreur, Herman Wagemans, Rudi van der Paal, Wim Jorissen, Ludo Sels, Frans Baert en René Proost als politieke vleugel van de radicale Vlaamse beweging.
In december 1955 werd de vzw Volksunie opgericht. Anders dan eerdere, vooroorlogse afscheidingsbewegingen ging de Volksunie uit van een federale staat waarbinnen Vlaanderen zelfstandig zou kunnen zijn. De amnestie-eis maakte dat de partij voor vele kiezers nog steeds een collaboratie-imago had.
Het eerste partijcongres vond plaats op 24 april 1955 te Gent en op 17 juli van datzelfde jaar vond een eerste in een reeks van jaarlijkse meetings of landdagen plaats in zaal Majestic in Antwerpen.
Aanvankelijk trachtte de partij haar ideeën te verspreiden via een eigen dagblad, De Volksunie genaamd. Maar dit lukte slechts moeizaam. Na een conflict hieromtrent nam de eerste voorzitter, Walter Couvreur, ontslag en werd opgevolgd door Frans Van der Elst.
De nieuwe partij rekruteerde haar aanhang overwegend in kringen van gelovige Vlamingen, de kleine burgerij en intellectuele middenklasse.
Om electoraal te kunnen overleven evolueerde de Volksunie van een duidelijk rechtse partij naar een meer pluralistische partij, die niet alleen de nationalisten aansprak, maar ook de kiezer die zich niet kon vinden in het traditionele driepartijenstelsel. Naast een rechtervleugel, waarin heimwee naar het verleden overheerst, en een sterke centrumgroep deed ook een sociaal progressieve minderheid zich tegen het einde van de jaren 60 gelden. Het aantal verkozenen groeide stelselmatig.
Regelmatig kwam de partij in aanvaring met andere Vlaams-nationalistische verenigingen, zoals de Vlaamse Militanten Orde, die struikelden over haar federalistische en ideologische ingesteldheid.
De Volksunie had het in de beginjaren niet echt makkelijk. Pas in 1965 kon zij met ongeveer 7 procent van de stemmen 12 volksvertegenwoordigers naar Brussel sturen. Hoogdagen beleefde de partij in de ambitie van de rooms-rode regering-Lefèvre-Spaak om begin jaren 60 de taalgrenzen vast te leggen. Ze streefde toen zelfs de Vlaamse liberalen in stemmenaantal voorbij. Naarmate de partij echter succesvoller werd, verbreedde ze haar programma tot andere maatschappelijke thema's.
De eerste barsten kwamen de kop opsteken. In datzelfde jaar 1965 nog vormde een ontevreden Daniël Deconinck een sociaal-flamingantische scheurpartij: de Vlaamse Democraten.
De ondertitel van de partij was lang Sociaal en federaal. Zo was de Volksunie de eerste partij in België die aandacht had voor de milieuproblematiek en dit in haar programma opnam.
Bij de Belgische verkiezingen van 1971 bereikte de partij haar historisch hoogtepunt: 18,8 procent van de stemmen, wat goed was voor 21 volksvertegenwoordigers en 19 senatoren.

### Regeringsdeelname
Nieuwe communautaire onderhandelingen in 1975 onder leiding van premier Tindemans leverden geen resultaat op. In 1977 was de partij bereid Tindemans aan een regeringsmeerderheid te helpen door middel van het Egmontpact.
Toen de Volksunie in 1978 voornoemd Egmontpact goedkeurde en voor het eerst in de regering kwam, scheurde de radicale vleugel zich af na een grote verkiezingsnederlaag. De leden die de progressieve richting en de breder dan nationalistische bekommernissen van de partij niet zagen zitten, scheurden zich af. Lode Claes richtte de Vlaamse Volkspartij (VVP) op en Karel Dillen de Vlaams Nationale Partij (VNP). Onder de naam Vlaams Blok (VB) gingen beide partijen een lijstverbinding aan.
De Volksunie zat twee maal na elkaar in de Belgische regering, en leed vervolgens een historische verkiezingsnederlaag.
In de jaren zeventig werd bij de Volksuniejongeren (VUJO) het idee gelanceerd van integraal federalisme, wat later een van de ideologische pijlers van Spirit zou worden.
In 1981 werd Hugo Schiltz vicepremier van de eerste, nog niet rechtstreeks verkozen proportionele, Vlaamse regering van Gaston Geens. Hoewel de federale staat vorm begon te krijgen, verloor de partij alweer flink in de verkiezingen in 1985 en Jaak Gabriëls werd voorzitter. Ondanks nog maar eens een slecht verkiezingsresultaat in 1987 stapte de partij in de nationale en Vlaamse regeringen. Hugo Schiltz werd vicepremier in de federale regering Martens.
In de jaren tachtig kwam de partij voor een derde keer in de Belgische regering, en werkte ze mee aan de derde fase van de staatshervorming, de Sint-Michielsakkoorden. De partij verliet vroegtijdig deze regering omwille van onethisch bevonden wapenleveringen en onderging een electorale nederlaag. Ook zat de partij meermaals in de Vlaamse en Brussels Hoofdstedelijke regeringen.

### Richtingenstrijd en splitsing
In 1989 probeerde Gabriëls de partij ideologisch te herpositioneren richting het liberalisme door de partijnaam te wijzigen in Volksunie-Vlaamse Vrije Democraten (VU-VVD). Gabriëls' geflirt met de liberalen resulteerde in 1991 tot nogmaals een breuk in de partij. Kort na de verkiezing van Bert Anciaux in juni 1992 tot voorzitter stapten Gabriëls en een heleboel getrouwen over naar de inmiddels vernieuwde liberale partij, via de tussenstap van het Centrum voor Politieke Vernieuwing (CPV) naar de verbrede Vlaamse Liberalen en Democraten (VLD). Dit waren onder meer Jaak Gabriëls, André Geens, Bart Somers, Hugo Coveliers en Jef Valkeniers. Als tegenreactie lanceerde de VU een brede campagne "Wij blijven" om de blijvende levenskracht van de partij te verdedigen. 
In de jaren negentig werd Bert Anciaux partijvoorzitter met een zowel progressief als communautair-gericht imago. Om zich af te zetten tegen het al te (PVV-)"liberale" experiment van Gabriëls, verdween de ondertitel 'Vlaamse Vrije Democraten' wederom uit de partijnaam.
Uit onvrede met deze koers scheurden in 1995 opnieuwe enkele partijleden zich af en richtten SoLiDe op.
In 1995 nam de partij met Bert Anciaux deel aan de verkiezingen, met het doel terug 300.000 stemmen te krijgen en zodoende te bewijzen dat de partij nog electoraal relevant was, en het voortbestaan van de partij niet langer in vraag werd gesteld, hetgeen lukte.
Anciaux ging verder met de steevast op staatshervorming gerichte, maar vooral steeds meer uitgebouwde progressieve koers, en nam in 1998 als voorzitter tijdelijk ontslag om een verruimingsoperatie te leiden. Geestesgenoot Patrik Vankrunkelsven nam het voorzitterschap waar. Anciaux kwam tevoorschijn met de verruimings- en vernieuwingsbeweging ID21 met links-liberale wortels, die nieuwe mensen kon motiveren. Hij werd alliantievoorzitter. Met het oog op de verkiezingen in 1999 gingen VU en ID21 in 1998 een electorale alliantie aan. De verkiezingen van 1999 werden electoraal een succes.
Het succes van dit experiment werd intern betwist en leidde tot groeiende spanningen binnen de Volksunie. Inmiddels werden twee kampen duidelijk zichtbaar in VU-ID, waarbij de meer progressieven veelal de vernieuwingsbeweging propageerden en de anderen meer geleid werden door nationalistische motieven.
Deze spanningen namen toe toen Geert Bourgeois, de voorman van de traditionalistische en centrumrechtse Vlaams-nationalistische vleugel binnen de Volksunie, door de leden op 15 januari 2000 tot nieuwe voorzitter verkozen werd boven toenmalig voorzitter Patrik Vankrunkelsven.
In november 2000 botsten de twee clans opnieuw over de toekomstige koers van de partij, wat diepe wonden sloeg. De ultieme klap volgde met het Lambermontakkoord, goedgekeurd door het partijbestuur, maar afgekeurd door haar nieuwe voorzitter Geert Bourgeois en een aantal Kamerleden. Het afspringen van de samenwerking tussen VU en ID21 (onder voorzitterschap van Sven Gatz) was slechts een van de resultaten hiervan. Een ander zichtbaar resultaat van de malaise was dat het aantal betalende leden van de partij op een jaar tijd slonk van 16.000 naar 8.000 leden.
Ondertussen kwam de Volksunie in mei 2001 inmiddels nog op een bijkomende manier in de publieke aandacht. Een bezoek aan het 50e herdenkingsfeest van het Sint-Maartensfonds, een vereniging van oostfronters en Vlaamse oud-strijders, kostte toenmalig Vlaams minister Johan Sauwens de kop. Het Vlaams-nationale collaboratie-verleden en de rol van het Vlaams-nationalisme daarin werden weer uitgespeeld. Sauwens zou eind december 2001 dan ook de overstap maken naar de vernieuwde CVP, de CD&V.
Op 13 oktober 2001 viel de partij bij een intern referendum uit elkaar in drie groepen: Vlaams-Nationaal rond Geert Bourgeois (47,18%), de Toekomstgroep rond Bert Anciaux (22,63 %) en Niet Splitsen, de middengroep rond Johan Sauwens en Nelly Maes (30,18 %).
Geen van de drie groepen behaalde de absolute meerderheid bij het interne referendum, zodat de naam "Volksunie" niet kon worden overgedragen. De groep Vlaams-Nationaal erfde als grootste groep de partijinfrastructuur. De financiële middelen werden onder de drie groepen verdeeld.
Bij de Volksuniejongeren werd met grote meerderheid beslist integraal op te gaan in de structuren van de Toekomstgroep.

### Ontbinding en politieke herverkaveling
Kort na het referendum hield de groep Niet Splitsen op te bestaan. De Toekomstgroep richtte een nieuwe partij op onder de naam Spirit en de groep Vlaams-Nationaal deed dat onder de naam N-VA. Wegens het uiteenvallen van de Volksunie trad er een politieke herverkaveling van mandatarissen op.
Zo gingen volgende leden van de Toekomstgroep en ID21 over naar het nieuw opgerichte, links-liberale Spirit:
- Bert Anciaux (later in kartel met sp.a, en vervolgens rechtstreeks naar die partij)
- Vic Anciaux (later in kartel met sp.a)
- Geert Lambert (later in kartel met sp.a, vervolgens naar de door hem zelf opgerichte partij SLP, en ten slotte naar Groen!, waarin die partij opgegaan was)
- Els Van Weert (later in kartel met sp.a, maar in 2008 uit de nationale politiek)
- Paul Van Grembergen (later in kartel met sp.a)
- Hugo Schiltz (later in kartel met sp.a)
- Herman Lauwers (later in kartel met sp.a)
- Dirk De Cock (later in kartel met sp.a)
- Jos Bex (later in kartel met sp.a)
- Fouad Ahidar (later in kartel met sp.a, en vervolgens rechtstreeks naar die partij)
- Walter Muls (later in kartel met sp.a)
- Frans Baert (later in kartel met sp.a)
- Bart Staes (later naar Agalev)
- Annemie Van de Casteele (later naar VLD)
- Patrik Vankrunkelsven (later naar VLD)
- Vincent Van Quickenborne (later naar VLD)
- Margriet Hermans (later naar VLD)
- Sven Gatz (later naar VLD)
- Fons Borginon (later naar VLD)

Ook Nelly Maes van Niet Splitsen sloot zich aan bij Spirit. Maar al vlug brak opnieuw een richtingenstrijd uit. Een gedeelte van de mandatarissen vertrok richting VLD, terwijl de overblijvende mandatarissen met Spirit een kartel aangingen met de sp.a.
Kris Van Dijck van Niet Splitsen sloot zich later aan bij de N-VA.
Volgende leden van Vlaams-Nationaal gingen naar de N-VA:
- Geert Bourgeois (tijdelijk in Vlaams kartel met CD&V van 2007 tot 2008)
- Frieda Brepoels (tijdelijk in Vlaams kartel met CD&V van 2007 tot 2008)
- Eric Defoort (tijdelijk in Vlaams kartel met CD&V van 2007 tot 2008)
- Bart De Wever (tijdelijk in Vlaams kartel met CD&V van 2007 tot 2008)
- Jan Loones (tijdelijk in Vlaams kartel met CD&V van 2007 tot 2008)
- Marc Platel (tijdelijk in Vlaams kartel met CD&V van 2007 tot 2008)
- Jaak Vandemeulebroucke (tijdelijk in Vlaams kartel met CD&V van 2007 tot 2008)
- Danny Pieters (tijdelijk in Vlaams kartel met CD&V van 2007 tot 2008)
- Mik Babylon (tijdelijk in Vlaams kartel met CD&V van 2007 tot 2008)
- Toon Van Overstraeten (tijdelijk in Vlaams kartel met CD&V van 2007 tot 2008)
- Bob Maes (tijdelijk in Vlaams kartel met CD&V van 2007 tot 2008)
- Bart De Nijn (tijdelijk in Vlaams kartel met CD&V van 2007 tot 2008)
- Herman Van Autgaerden (tijdelijk in Vlaams kartel met CD&V van 2007 tot 2008)
- Jan Peumans (tijdelijk in Vlaams kartel met CD&V van 2007 tot 2008)
- Wilfried Vandaele (tijdelijk in Vlaams kartel met CD&V van 2007 tot 2008)

Na enkele jaren besloot de N-VA in kartel te gaan met CD&V. Johan Sauwens van Niet Splitsen ging eerder al rechtstreeks naar de CD&V. Herman Candries was hem daarin een decennium eerder voorgegaan.
Enkele bekende figuren zoals parlementslid Etienne Van Vaerenbergh en oud-parlementslid en ex-burgemeester Willy Kuijpers van Niet Splitsen maakten geen keuze en kozen ervoor op lokaal vlak verder te gaan als onafhankelijken.
Sommige mandatarissen vertrokken richting Agalev: Bart Staes en Ferdy Willems.
Ondanks de splitsing engageerden alle parlementsleden zich om tot het einde van de diverse legislaturen lid te blijven van de VU-ID-parlementsfracties. Anders verloren de nieuwe fracties immers hun overheidsfinanciering.

## Politieke erfenis
De invloed van de Volksunie op de Vlaamse en Belgische politiek vertaalt zich op twee terreinen:

### Ideologisch
Door het Vlaams-nationalisme op de eerste plaats te zetten viel de Volksunie buiten het traditionele links-rechtspatroon van socialisten, liberalen en christendemocraten. Meerdere levensvisies werden vertegenwoordigd.
Zolang de partij electoraal niet veel woog en weinig impact had op het beleid stelde dit geen problemen. Naarmate de partij groeide en electorale armslag kreeg, groeide de wens het partijprogramma ideologisch te verbreden. Aangezien de meest diverse opvattingen vertegenwoordigd waren, waren grote conflicten onvermijdelijk. Ook de regeringsdeelname en de daarmee verbonden compromisnoodzakelijkheid leidden tot ongenoegen.
Toch was de VU ook de wegbereider van het ecologische gedachtegoed als eerste partij die opkwam voor het milieu, met een partijcongres gewijd aan het thema. Tegelijk herinnert de slogan VU - Sociaal en Federaal aan haar rol in de sociale strijd, onder andere rond de Limburgse mijnen. Ook was het een partij die zich afzette tegen de verzuiling door de traditionele partijen.
Uit de interne verschillen ontstond het Vlaams Blok als compromisloze en rechtse Vlaams-nationale partij. Individuele dissidentie is er steeds geweest, maar een collectieve overstap richting het rechts-liberalisme vond plaats onder Jaak Gabriëls en het CPV, met onder anderen Bart Somers.
De ontwikkeling van een links-liberale pijler in de verruimingsbeweging ID21 diende als versteviging van de in het partij-apparaat machtige progressieve VU-flank. Bij het uiteenvallen van de VU ging het grootste deel van de basis over naar N-VA, dat echter bij een interne stemming geen 50% haalde, waardoor de naam VU niet langer gebruikt mocht worden. Het andere deel van de VU dat een nieuwe partij wilde vormen, de Toekomstgroep, werd Spirit, waar later de alliantievorming met sp.a (onder Bert Anciaux) toch weer een brug te ver bleek voor verscheidene parlementsleden (onder anderen Patrik Vankrunkelsven en Annemie Van de Casteele), die overstapten naar de VLD (of in mindere mate het toenmalige Agalev).
Steeds bleef er een grote aanwezigheid van Vlaams-nationalisten in de Volksunie die bereid waren tot het aangaan van compromissen, in functie van stappen vooruit naar meer Vlaamse zelfstandigheid.
Vandaag zijn er overtuigde Vlaams-nationalisten te vinden in alle Vlaamse partijen van alle ideologische strekkingen. De huidige N-VA (Nieuw-Vlaamse Alliantie) is de enige nog bestaande partij die voortspruit uit de restanten van de Volksunie.

### Staatkundig
Mede door de Volksunie en haar electorale opgang werden hervormingen van de staat doorgevoerd:
- via de taalwetten: in 1962-1963 werden de taalgrens en de taalgebieden vastgelegd. In 27 gemeenten werden taalfaciliteiten ingevoerd en werden onder andere Voeren van Luik naar Limburg en Komen en Moeskroen van West-Vlaanderen naar Henegouwen overgeheveld.
- via de eerste grondwetsherziening van 1970: de taalgebieden werden grondwettelijk erkend, de regering wordt paritair samengesteld, de cultuurautonomie werd ingevoerd door de creatie van drie cultuurgemeenschappen (Nederlandse, Franse en Duitse), de gewestautonomie wordt ingevoerd door de creatie van drie gewesten (het Vlaamse, Waalse en Brussels-Hoofdstedelijke).
- via de tweede grondwetsherziening van 1980: na het mislukken van het omstreden Egmontpact in 1979 werden gewest- en gemeenschapsregeringen opgericht. Vlaanderen beslist om de Vlaamse Gemeenschap en het Vlaamse Gewest samen te voegen met als gevolg dat er één Vlaamse regering en één Vlaams Parlement ontstonden.
- via de derde grondwetsherziening 1988-1989: meer middelen en bevoegdheden voor gemeenschappen en gewesten, onder meer onderwijs, leefmilieu, stads- en streekvervoer. De oprichting van het Brussels Hoofdstedelijk Gewest.
- via de vierde grondwetsherziening van 1992 (Sint-Michielsakkoord): België wordt officieel een federale staat, samengesteld uit de gemeenschappen en de gewesten. Uitbreiding van de bevoegdheden gewesten en gemeenschappen. Ze krijgen meer financiële middelen. Voortaan rechtstreekse verkiezing van de Vlaamse Raad. Het tweekamerstelsel wordt hervormd, de senaat wordt een reflectiekamer.
- via de vijfde grondwetsherziening van 2000-2001 (Lambermontakkoord): de gewesten worden bevoegd voor landbouw, buitenlandse handel, gemeenten en provincies. Er komt een herziening van de Bijzondere Financieringswet met extra geld voor gemeenschappen en fiscale autonomie, tot 60 % van de middelen, voor de gewesten. Er komen eigen belastingen, zoals verkeer, erfenis- en registratierechten, belasting op grond en gebouwen, kijk- en luistergeld en de mogelijkheid om korting toe te staan en opcentiemen te heffen op een deel van de personenbelasting. Het Lombardakkoord, tegelijk afgesloten met het Lambermontakkoord, garandeert de Vlamingen altijd 11 van de 75 zetels in het Brussels Parlement.

De bevoegdheden van gewesten en gemeenschappen werden telkens uitgebreid.

## Verkozenen

### 26 juni 1949 (als Vlaamse Concentratie)
- Kamer: 0 (103.896 stemmen)
- Senaat: 0 (66.055 stemmen)

### 11 april 1954 (als Christelijke Vlaamse Volksunie / Volksunie / Vlaams Blok)
- Kamer: 1 (113.632 stemmen CVV), Herman Wagemans (Antwerpen) / 0 (456 stemmen VB)
- Senaat: 0 (82.862 stemmen CVV) / 0 (36.564 stemmen VU)

### 1 juni 1958 (als Volksunie)
- Kamer: 1 (104.823 stemmen), Frans Van der Elst (Antwerpen)
- Senaat: 0 (78.233 stemmen)

### 26 maart 1961 (als Volksunie)
- Kamer: 5 (182.407 stemmen), Frans Van der Elst (Antwerpen), Reimond Mattheyssens (Antwerpen), Daniël Deconinck (Brabant), Leo Wouters (Oost-Vlaanderen), Richard Van Leemputten (Oost-Vlaanderen)
- Senaat: 2 (159.096 stemmen), Robert Roosens (Antwerpen), Renaat Diependaele (Oost-Vlaanderen)

### 23 mei 1965 (als Volksunie)
- Kamer: 12 (346.860 stemmen), Frans Van der Elst (Antwerpen), Reimond Mattheyssens (Antwerpen), Hugo Schiltz (Antwerpen), Hektor Goemans (Antwerpen), Vic Anciaux (Brabant), Leo Wouters (Oost-Vlaanderen), Johannes Wannijn (Oost-Vlaanderen), Maurits Coppieters (Oost-Vlaanderen), Richard Van Leemputten (Oost-Vlaanderen), Pieter Leys (West-Vlaanderen), Etienne Lootens-Stael (West-Vlaanderen), Mik Babylon (West-Vlaanderen)
- Senaat: 4 (338.769 stemmen), Robert Roosens (Antwerpen), Hendrik Ballet (Antwerpen), Gérard De Paep (Oost-Vlaanderen), Leo Elaut (Oost-Vlaanderen)

### 31 maart 1968 (als Volksunie)
- Kamer: 20 (506.697 stemmen), Frans Van der Elst (Antwerpen), Reimond Mattheyssens (Antwerpen), Hugo Schiltz (Antwerpen), Hektor Goemans (Antwerpen), Ludo Sels (Antwerpen), Jozef Belmans (Antwerpen), Vic Anciaux (Brabant), Eugeen De Facq (Brabant), Herman Verduyn (Brabant), Jef Olaerts (Limburg), Evrard Raskin (Limburg), Leo Wouters (Oost-Vlaanderen), Johannes Wannyn (Oost-Vlaanderen), Maurits Coppieters (Oost-Vlaanderen), Virgile Decommer (Oost-Vlaanderen), Richard Van Leemputten (Oost-Vlaanderen), Pieter Leys (West-Vlaanderen), Etienne Lootens-Stael (West-Vlaanderen), Mik Babylon (West-Vlaanderen), Luc Vansteenkiste (West-Vlaanderen)
- Senaat: 14 (513.342 stemmen), Robert Roosens wordt opgevolgd door Gerard Bergers (Antwerpen), Hendrik Ballet wordt opgevolgd door Hektor De Bruyne (Antwerpen), Wim Jorissen (Antwerpen), Lode Claes (Brabant), Alfons Jeurissen wordt opgevolgd door Joris Hardy (Limburg), Gérard De Paep (Oost-Vlaanderen), Leo Elaut (Oost-Vlaanderen), Willy Persyn (West-Vlaanderen), Frans Blancquaert (West-Vlaanderen), Edgar Bouwens (provinciaal), Renaat Diependaele (provinciaal), Leo Vandeweghe (provinciaal), Maurits Van Haegendoren wordt opgevolgd door Bob Maes (coöptatie), Frans Baert (coöptatie). Eerste opvolger: Antoon Verboven (Antwerpen)

### 7 november 1971 (als Volksunie)

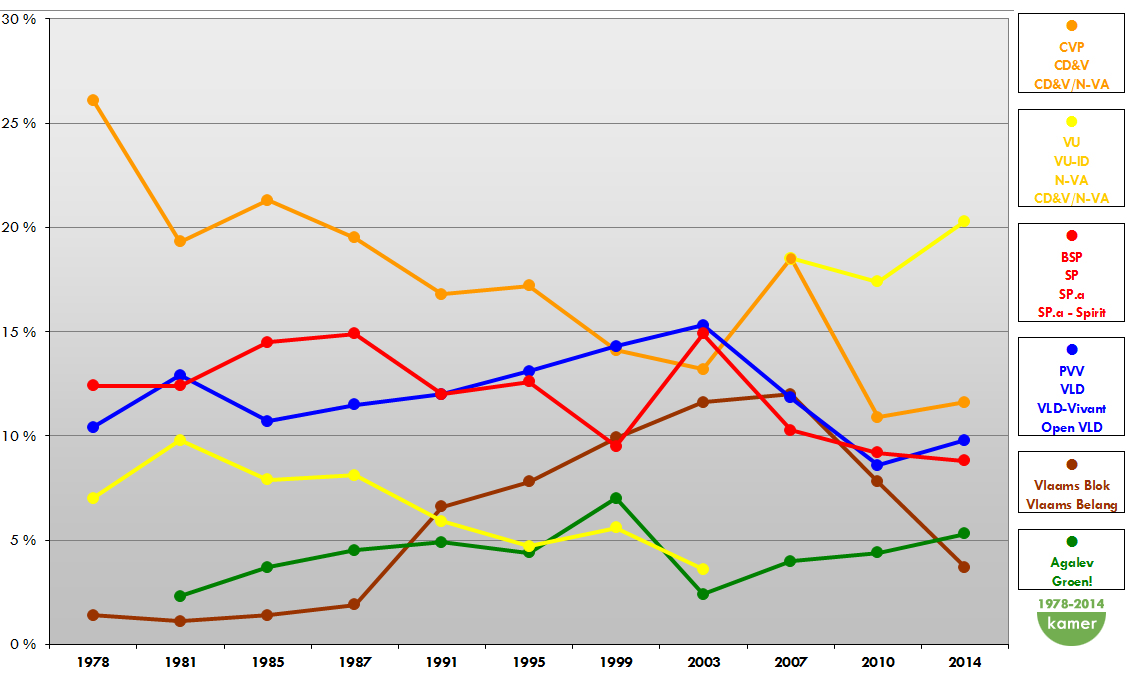
De grootste zes Vlaamse partijen en hun behaalde resultaten voor de Kamer van Volksvertegenwoordigers. Van 1978 tot en met 2014, uitgedrukt in procenten voor 'Het Rijk'.

- Kamer: 21 (586.917 stemmen), Frans Van der Elst (Antwerpen), Reimond Mattheyssens (Antwerpen), Hugo Schiltz (Antwerpen), Hektor Goemans (Antwerpen), André De Beul (Antwerpen), Ludo Sels (Antwerpen), Jozef Belmans (Antwerpen), Vic Anciaux (Brabant), Eugeen De Facq (Brabant), Willy Kuijpers (Brabant), Jef Olaerts (Limburg), Evrard Raskin (Limburg), Frans Baert (Oost-Vlaanderen), Johannes Wannijn (Oost-Vlaanderen), Maurits Coppieters (Oost-Vlaanderen), Aviel Geerinck (Oost-Vlaanderen), Richard Van Leemputten (Oost-Vlaanderen), Pieter Leys (West-Vlaanderen), Etienne Lootens-Stael (West-Vlaanderen), Mik Babylon (West-Vlaanderen), Luc Vansteenkiste (West-Vlaanderen)
- Senaat: 20 (592.509 stemmen), Robert Roosens (Antwerpen), Hektor De Bruyne (Antwerpen), Wim Jorissen (Antwerpen), Carlo Van Elsen (Antwerpen), Lode Claes (Brabant), Bob Maes (Brabant), Joris Hardy (Limburg), Leo Wouters (Oost-Vlaanderen), Gérard De Paep (Oost-Vlaanderen), Renaat Diependaele (Oost-Vlaanderen), Guido Van In (West-Vlaanderen), Leo Vandeweghe (West-Vlaanderen), Frans Blancquaert (West-Vlaanderen), Edgar Bouwens (provinciaal), Maurits Van Haegendoren (provinciaal), Geeraard Slegers (provinciaal), Maurits Coppieters (provinciaal), Willy Persyn (provinciaal), Leo Elaut (coöptatie), Robert Vandezande (coöptatie)

### 11 maart 1974 (als VU)
- Kamer: 22 (536.287 stemmen), Reimond Mattheyssens (Antwerpen), Hugo Schiltz (Antwerpen), Hektor Goemans (Antwerpen), André De Beul (Antwerpen), Ludo Sels (Antwerpen), Joos Somers (Antwerpen), Jozef Belmans (Antwerpen), Vic Anciaux (Brabant), Jef Valkeniers (Brabant), August Peeters (Brabant), Willy Kuijpers (Brabant), Jef Olaerts (Limburg), Evrard Raskin (Limburg), Frans Baert (Oost-Vlaanderen), Paul Van Grembergen (Oost-Vlaanderen), Nelly Maes (Oost-Vlaanderen), Georgette De Kegel (Oost-Vlaanderen), Richard Van Leemputten (Oost-Vlaanderen), Jaak Vandemeulebroucke (West-Vlaanderen), Luc Vansteenkiste (West-Vlaanderen), Mik Babylon (West-Vlaanderen), Emiel Vansteenkiste (West-Vlaanderen)
- Senaat: 16 (545.215 stemmen), Frans Van der Elst (Antwerpen), Hektor De Bruyne (Antwerpen), Wim Jorissen (Antwerpen), Lode Claes (Brabant), Bob Maes (Brabant), Rik Vandekerckhove (Limburg), Oswald van Ooteghem (Oost-Vlaanderen), Maurits Coppieters (Oost-Vlaanderen), Frans Blancquaert (West-Vlaanderen), Willy Persyn (West-Vlaanderen), Carlo Van Elsen (Provinciaal), Robert Vandezande (Brabant), Eugeen De Facq (provinciaal), Guido Van In (provinciaal), Edgar Bouwens (coöptatie), Maurits Van Haegendoren (coöptatie)

### 17 april 1977 (als VU)
- Kamer: 20 (559.567 stemmen), Vic Anciaux, Frans Baert, Lieven Bauwens, Jozef Belmans, Jan Caudron, André De Beul, Willy De Saeyere, Jaak Gabriëls, Willy Kuijpers, Nelly Maes, Reimond Mattheyssens, Paul Peeters, Hugo Schiltz, Lode Sels, Joos Somers, Jef Valkeniers, Paul Van Grembergen, Mik Babylon, Luc Vansteenkiste, Emiel Vansteenkiste
- Senaat: 17 (562.894 stemmen), Michel Capoen, Lode Claes, Maurits Coppieters, Hektor De Bruyne, Eugeen De Facq, Aviel Geerinck, Hektor Goemans, Wim Jorissen, Bob Maes, Willy Persyn, Evrard Raskin, Rik Vandekerckhove, Frans Van der Elst, Robert Vandezande, Carlo Van Elsen, Guido Van In, Oswald van Ooteghem

### 17 december 1978 (als VU)
- Kamer: 14 (388.762 stemmen), Vic Anciaux, Frans Baert, Jan Caudron, André De Beul, Willy De Saeyere, Jaak Gabriëls, Willy Kuijpers, Hugo Schiltz, Pieter Leys, Joos Somers, Jef Valkeniers, Paul Van Grembergen, Lode Van Biervliet, Emiel Vansteenkiste
- Senaat: 11 (384.562 stemmen), Michel Capoen, Maurits Coppieters wordt opgevolgd door Nelly Maes, Hektor De Bruyne, Germain De Rouck, Wim Jorissen, Bob Maes, Rik Vandekerckhove, Carlo Van Elsen, Frans Van der Elst, Oswald van Ooteghem, Robert Vandezande

### 10 juni 1979 (als VU)
- Europees Parlement: 1 (324.540 stemmen), Maurits Coppieters wordt opgevolgd door Jaak Vandemeulebroucke

### 8 november 1981 (als VU)
- Kamer: 20 (588.436 stemmen), Vic Anciaux, Frans Baert, Jozef Belmans, Jan Caudron, André De Beul, Raf Declercq, Willy De Saeyere, Julien Desseyn, Jaak Gabriëls, Willy Kuijpers wordt opgevolgd door Johan De Mol, Oktaaf Meyntjens, Hugo Schiltz, Joos Somers, Jef Valkeniers, Lode Van Biervliet, Jules van Boxelaer, Paul Van Grembergen, Franz Vansteenkiste, Jan Verniers, Daan Vervaet
- Senaat: 17 (587.002 stemmen), Michel Capoen, Hektor De Bruyne, Firmin De Bussere, Germain De Rouck, Hugo Draulans, Mathieu Lowis, Walter Luyten, Nelly Maes, Bob Maes, Paul Peeters, Walter Peeters, Jef Thys, Rik Vandekerckhove, Frans Van der Elst, Oswald van Ooteghem, Robert Vandezande, Guido Van In

### 17 juni 1984 (als VU-EVA)
- Europees Parlement: 2 (484.494 stemmen), Willy Kuijpers, Jaak Vandemeulebroucke

### 13 oktober 1985 (als VU)
- Kamer: 16 (477.755 stemmen), Vic Anciaux, Frans Baert, Jozef Belmans, Jan Caudron, Hugo Coveliers, André De Beul, Willy De Saeyere, Julien Desseyn, Jaak Gabriëls, Nelly Maes, Paul Peeters, Jean-Pierre Pillaert, Johan Sauwens, Hugo Schiltz, Luk Vanhorenbeek, Franz Vansteenkiste
- Senaat: 11 (484.996 stemmen), Michel Capoen, André Geens, Walter Luyten, Oktaaf Meyntjens, Joos Somers, Jef Valkeniers, Rik Vandekerckhove, Paul Van Grembergen, Oswald van Ooteghem, Toon Van Overstraeten, Daan Vervaet

### 13 december 1987(als VU)
- Kamer: 16 (495.120 stemmen), Vic Anciaux, Frieda Brepoels, Herman Candries, Jan Caudron, Hugo Coveliers, Jaak Gabriëls, Herman Lauwers, Jan Loones, Nelly Maes wordt opgevolgd door ?, Jean-Pierre Pillaert, Johan Sauwens, Hugo Schiltz, Paul Vangansbeke, Paul Van Grembergen, Luk Vanhorenbeek, Etienne Van Vaerenbergh
- Senaat: 13 (494.410 stemmen), Laurens Appeltans, Frans Baert, Michel Capoen, Hans De Belder, André De Beul, André Geens, Rob Geeraerts, Willy Kuijpers, Walter Luyten, Willy Peeters, Jef Valkeniers, Rik Vandekerckhove, Bob van Hooland

### 18 juni 1989 (als VU-EVA)
- Europees Parlement: 1 (318.153 stemmen), Jaak Vandemeulebroucke

### 24 november 1991(als VU-VVD)
- Kamer: 10 (363.124 stemmen), Vic Anciaux, Herman Candries, Hugo Coveliers, Jaak Gabriëls, Herman Lauwers, Hugo Olaerts, Johan Sauwens, Paul Van Grembergen, Etienne Van Vaerenbergh en ?
- Senaat: 8 (365.173 stemmen), Laurens Appeltans, Michel Capoen, Willy Kuijpers, Jan Loones, Nelly Maes, Hugo Schiltz, Jef Valkeniers, Bob van Hooland

### 12 juni 1994(als VU)
- Europees Parlement: 1 (262.043 stemmen), Jaak Vandemeulebroucke wordt vervangen door Nelly Maes

### 21 mei 1995(als VU)
- Kamer: 5 (283.516 stemmen), Fons Borginon, Geert Bourgeois, Hugo Olaerts, Annemie Van de Casteele, Karel Van Hoorebeke
- Senaat: 3 (318.453 stemmen), Bert Anciaux, Jan Loones, Chris Vandenbroeke
- Vlaams Parlement: 9 (338.173 stemmen), Jean-Marie Bogaert, Willy Kuijpers wordt opgevolgd door Gerda Raskin, Herman Lauwers, Nelly Maes wordt opgevolgd door Lieven Dehandschutter, Johan Sauwens, Kris Van Dijck, Chris Vandenbroeke, Paul Van Grembergen, [Etienne Van Vaerenbergh
- Brussels Parlement: 1 (... stemmen), Vic Anciaux wordt opgevolgd door Sven Gatz

### 13 juni 1999(als VU-ID)
- Kamer: 8 (345.576 stemmen), Frieda Brepoels (Oranjehofgroep), Danny Pieters (Oranjehofgroep), Fons Borginon (Toekomstgroep), Ferdy Willems (Toekomstgroep), Els Van Weert (Toekomstgroep), Annemie Van de Casteele (Toekomstgroep), Karel Van Hoorebeke, Geert Bourgeois (Oranjehofgroep)
- Senaat: 2 (317.830 stemmen), Patrik Vankrunkelsven (Toekomstgroep), Vincent Van Quickenborne (ID21, Toekomstgroep)
- Vlaams Parlement: 11 (359.226 stemmen), Jos Bex (Toekomstgroep), André-Emiel Bogaert (Toekomstgroep), Dirk De Cock (Toekomstgroep), Margriet Hermans (Toekomstgroep), Herman Lauwers (Toekomstgroep), Jan Loones (Oranjehofgroep), Johan Sauwens (Niet Splitsen), Chris Vandenbroeke, Kris Van Dijck (oorspronkelijk: Niet Splitsen), Paul Van Grembergen (Toekomstgroep), Etienne Van Vaerenbergh (Niet Splitsen)
- Brussels Parlement: 1 (... stemmen), Sven Gatz (Toekomstgroep)
- Europees Parlement: 2 (471.238 stemmen), Bert Anciaux (Toekomstgroep) wordt later opgevolgd door Bart Staes (Toekomstgroep), Nelly Maes (oorspronkelijk: Niet Splitsen)

## Mandatarissen

### 1977-1978 Belgischeregering-Tindemans IV
- Hektor De Bruyne: minister van Buitenlandse Handel
- Rik Vandekerckhove: minister van Wetenschapsbeleid
- Vic Anciaux: staatssecretaris van Nederlandse Cultuur en Sociale Zaken, toegevoegd aan de minister voor het Brussels Gewest

### 1978-1979 Belgischeregering-Vanden Boeynants II
- Hektor De Bruyne: minister van Buitenlandse Handel
- Rik Vandekerckhove: minister van Wetenschapsbeleid
- Vic Anciaux: staatssecretaris van Nederlandse Cultuur en Sociale Zaken, toegevoegd aan de minister voor het Brussels Gewest

### 1981-1985 Vlaamseregering-Geens I
- Hugo Schiltz: minister van Financiën en Begroting

### 1988-1991 Belgischeregering-Martens VIII
- Hugo Schiltz: minister van Begroting en Wetenschapsbeleid
- André Geens: minister van Ontwikkelingssamenwerking
- Jef Valkeniers: staatssecretaris voor het Brussels Gewest (tot 1989)

### 1988-1992 Vlaamseregering-Geens IV
- Johan Sauwens: minister van Openbare Werken en Verkeer

### 1989-1992 Brusselseregering-Picqué I
- Vic Anciaux: staatssecretaris voor Migrantenbeleid, Energie en Brandweer

### 1992-1992 Vlaamseregering-Van den Brande II
- Johan Sauwens: minister van Verkeer, Buitenlandse Handel en Staatshervorming

### 1992-1995 Vlaamseregering-Van den Brande III
- Johan Sauwens: minister van Verkeer, Buitenlandse Handel en Staatshervorming

### 1992-1995 Brusselseregering-Picqué II
- Vic Anciaux: staatssecretaris voor Migrantenbeleid, Energie en Brandweer

### 1995-1999 Brusselseregering-Picqué III
- Vic Anciaux: staatssecretaris voor Migrantenbeleid, Energie en Brandweer (tot 1997)

### 1999-2001 Vlaamseregering-Dewael I
- Johan Sauwens: minister van Binnenlandse Aangelegenheden, Ambtenarenzaken en Sport, wordt vervangen door Paul Van Grembergen
- Bert Anciaux: minister van Cultuur, Jeugd, Huisvesting, Stedelijk beleid, Brusselse aangelegenheden en Ontwikkelingssamenwerking

## Ministers van Staat
- Frans Van der Elst
- Hugo Schiltz

## Partijfunctionarissen

### Voorzitters VU
| Voorzitter            | Periode                              | Opmerkingen |
| --------------------- | ------------------------------------ | --- |
| Walter Couvreur       | 15 december 1954 - november 1955     | Verkozen op 15 december 1954. |
| Frans Van der Elst    | november 1955 - 22 november 1975     | Waarnemend voorzitter tot 13 april 1957. Officieel verkozen op 13 april 1957, herkozen in november 1958, op 7 januari 1961, 12 januari 1963, 12 maart 1966, 14 april 1968, 13 maart 1971 en 10 november 1973. |
| Hugo Schiltz          | 22 november 1975 - 8 september 1979  | Verkozen op 22 november 1975, herkozen op 11 maart 1978. |
| Vic Anciaux           | 8 september 1979 - 27 september 1986 | Verkozen op 8 september 1979, herkozen op 14 februari 1981 en 10 maart 1984. |
| Jaak Gabriëls         | 27 september 1986 - 13 juni 1992     | Verkozen op 27 september 1986, herkozen op 24 september 1989. |
| Bert Anciaux          | 13 juni 1992 - 10 oktober 1998       | Verkozen op 13 juni 1992, herkozen op 27 januari 1996. Zijn taken als voorzitter werden vanaf 30 november 1997 waargenomen door Patrik Vankrunkelsven.                                                        |
| Patrik Vankrunkelsven | 30 november 1997 - 15 januari 2000   | Waarnemend voorzitter tot 10 oktober 1998. Verkozen op 10 oktober 1998. |
| Geert Bourgeois       | 15 januari 2000 - 26 januari 2001    | Verkozen op 15 januari 2000. |
| Fons Borginon         | 26 januari 2001 - 15 september 2001  | Waarnemend voorzitter. |

### Voorzitters VUJO (Volksuniejongeren)
- Jules van Boxelaer: 1957-1968
- Nic Van Bruggen: 1968-1969
- Nelly Maes: 1969-1974
- Hugo Coveliers: 1974-1976
- Johan Sauwens: 1976-1979
- Freddy Seghers: 1979-1982
- Joris Roets: 1982-1984
- Bart De Nijn: 1984-1985
- Bart Tommelein: 1985-1989
- Walter Muls: 1989-1992
- Geert Lambert: 1992-1995
- Sigurd Vangermeersch: 1995-1999
- Kristin De Winter: 1999-2000
- Klaas Van Audenhove: 2001-2003

### Hoofdredacteurs partijblad
De hoofdredacteurs van het officiële partijblad, De Volksunie, later hernoemd in Wij, Vlaams-nationaal en nog later Wij, waren:
- Walter Couvreur: 1955-1955
- Frans Van der Elst: 1955-1962
- Daniël Deconinck: 1962-1962
- Frans Van der Elst: 1963-1965
- Toon Van Overstraeten: 1965-1971
- Paul Martens: 1971-1976
- comité van redacteuren onder voorzitterschap van Maurits van Liedekerke: 1977-1983
- Maurits van Liedekerke: 1984-2001

### Andere opmerkelijke figuren
Andere opmerkelijke figuren bij de Volksunie waren Dolf Cuypers, Hendrik Boonen, Jef Valkeniers en Victor Bouckaert. Verscheidene kopstukken van het Vlaams Blok (later Vlaams Belang) startten hun politieke carrière bij de Volksunie, onder wie stichter Karel Dillen, Wim Verreycken, Frans Wymeersch, Roeland Raes, Francis Van den Eynde, Luk van Nieuwenhuysen en voormalig voorzitter Frank Vanhecke.

## Structuren
- Volksuniejongeren (VUJO)
- Volksunie Vrouwen (VU Vrouwen)
- Volksunie Militanten (VUM), later VMO
- Volksuniestudenten, later VNSU
- Wij
- Wij-jongeren

## Voetnoten
1. ↑  Bart Maddens, politicoloog aan de Katholieke Universiteit Leuven, interview in De Tijd van 13 juni 2009 (pagina 13)
2. ↑  M.Cels-Decorte, "Naar een federale etiek. Integraal federalisme." Volksuniejongeren (VUJO), 1976 en "Integraal federalisme. Naar een federale samenleving", Volksuniejongeren (VUJO), 1980